# Coecoloba
Genre
Coecoloba est un genre de collemboles de la famille des Neanuridae.

## Distribution
Les espèces de ce genre se rencontrent en Asie de l'Est et en Nouvelle-Guinée.

## Liste des espèces
Selon Checklist of the Collembola of the World (version du 7 octobre 2019) :
- Coecoloba hidana Yosii, 1956
- Coecoloba kurasawana Yosii, 1956
- Coecoloba lobella (Yosii, 1954)
- Coecoloba odai Yosii, 1956
- Coecoloba onychiuriformis (Yosii, 1976)
- Coecoloba plumleyi Deharveng, 1983
- Coecoloba wakasana Yosii, 1956

## Publication originale
- Yosii, 1956 : Monographie zur Hohlencollembolen Japans. Contributions from the Biological Laboratory, Kyoto University, no 3, p. 1-109.